# 贝斯特拉亚河 (萨哈林州)
贝斯特拉亚河（俄语：Река Быстрая），日治时期称大阿伊努川，是萨哈林州阿尼瓦区的河流，源起西萨哈林山脉米苏尔山脉，长42公里，流域面积276平方公里，在奥贡基村注入柳托加河。

## 引用
1. ↑  М·Г·瓦西科夫斯基. . 列宁格勒: 气象出版社. 1973 （俄语）.
2. ↑  . 国家水登记处.   [2024-08-18]. （原始内容存档于2024-08-18） （俄语）.